# Hermann Wolfgang von Waltershausen
Le baron Hermann Wolfgang Sartorius von Waltershausen (né le 12 octobre 1882 à Göttingen – mort le 13 août 1954 à Munich) est un compositeur, chef d'orchestre et critique musical allemand.

## Biographie
Il est le fils de l'économiste August Sartorius von Waltershausen (1852–1938) et de son épouse, née baronne Charlotte von Kapherr, ainsi que le descendant de l'historien Georg Friedrich Sartorius. Dès l'âge de neuf ans, il est atteint d'une tumeur du système lymphatique (lymphome de Hodgkin) qui nécessite une amputation de toutes les extrémités du côté droit. Ce handicap ne l'empêchera pas de devenir pianiste et chef d'orchestre. Il étudie la composition avec Ludwig Thuille à Munich et a notamment pour condisciples Walter Braunfels, Ernest Bloch et Rudi Stephan.
Il reste attaché à la capitale bavaroise de 1901 jusqu'à sa mort. Professeur à l'Académie de musique (Akademie der Tonkust) de Munich à partir de 1920, il en devient le directeur en 1923. Démis de ses fonctions par les nouvelles autorités nationales-socialistes en 1933, il met fin à ses activités de compositeur quatre ans plus tard.

## Œuvres
- Else Klapperzehen, comédie musicale en deux actes (1907, Dresde 1909)
- Oberst Chabert (Le Colonel Chabert), tragédie musicale en trois actes d'après l'œuvre d'Honoré de Balzac. Francfort 1910. Enregistrement : Bo Skovhus, Raymond Very, Manuela Uhl, Simon Pauly, orchestre du Deutsche Oper Berlin, Jacques Lacombe CPO 2010
- Richardis, opéra romantique en trois actes (1914, Karlsruhe 1915)
- Die Rauhensteiner Hochzeit, opéra en trois actes (1918, Karlsruhe 1919)
- Die Gräfin von Tolosa, opéra en deux parties (composé en 1932–36, concert radiophonique de l'Orchestre symphonique de la Radiodiffusion bavaroise à Munich, 1958)